# Chrysophrys
Chrysophrys is een monotypisch geslacht van straalvinnige vissen uit de familie van de zeebrasems (Sparidae).

## Soort
- Chrysophrys auratus (Forster, 1801) – Guldenkop